# Васютинское
Васютинское (укр. Васютинське) — село в Николаевской городской общине Краматорского района Донецкой области Украины.

## Общие сведения
Население по переписи 2001 года составляло 93 человека. Почтовый индекс — 84187. Телефонный код — 626.

## Расположение
Расположено на одном из ручьёв реки Беленькая.

## Местная власть
84182, Донецкая область, Краматорский район, г. Николаевка, пл. Энергетиков 14/2.